# Élections municipales macédoniennes de 2021
Les élections municipales macédoniennes de 2021 ont lieu les 17 et 31 octobre 2021 afin de renouveler pour quatre ans les maires et les conseils municipaux des 80 communes de Macédoine du Nord, ainsi que de la ville de Skopje, la capitale.

## Résultats
34 maires sont élus au premier tour, les 46 autres dont le maire de Skopje l'étant au second tour. Le VMRO-DPMNE remporte de nombreuses communes dont notamment la capitale et la plupart des grandes villes et centres urbains du pays. La SDSM, au pouvoir au niveau national, est la grande perdante du scrutin, celle-ci subissant un net recul par rapport à 2017 où elle avait remporté plus de la moitié des 80 communes de la Macédoine du Nord. Le président du gouvernement, Zoran Zaev, annonce sa démission au soir du second tour, le 31 octobre.